# Planes de Justicia y Desarrollo Integral de los Pueblos y Comunidades Indígenas
Planes de Justicia y Desarrollo Integral de los Pueblos y Comunidades Indígenas es una iniciativa del gobierno mexicano para atender las necesidades y demandas de los pueblos indígenas y afromexicanos, que busca la libre determinación y autonomía de estas comunidades. 

## Antecedentes
México es la cuarta nación en diversidad biológica en el mundo. La mayor parte de esta biodiversidad se encuentra en territorios indígenas y se combina con la riqueza cultural de los pueblos. Cerca de 50% de las cabeceras más importantes de las cuencas hidrográficas del país están ocupadas por pueblos indígenas; las regiones de mayor precipitación pluvial están en sus territorios donde se capta el 23.3% del agua del país. La cuarta parte de la propiedad social del país se encuentra asentada en territorios de los Pueblos Indígenas, misma que corresponde a 4,786 ejidos y 1,258 comunidades agrarias; además existen 304 mil unidades de pequeña propiedad. Gran parte de la riqueza del subsuelo y del aire se ubica en territorios de los Pueblos Indígenas.  
Los Pueblos Indígenas se caracterizan por la relación especial con sus tierras, territorios y recursos naturales, donde han desarrollado culturas, lenguas, artes, medicinas, cosmogonías y formas propias de organización política, económica y social. A pesar de la gran riqueza de su cultura y formas de organización social la potencialidad de la tierra de sus territorios, además de los recursos naturales.  Las comunidades indígenas y afromexicanas sufren pobreza marginación y exclusión. La negación, la exclusión, el abandono, el racismo, en suma, el colonialismo interno.Esta problemática ha prevalecido por la falta de diseño político de largo plazo acorde a su diversidad cultural, social y económica; aunado a la falta de políticas públicas duraderas que sean acordes a sus formas de organización y que atiendan sus reivindicaciones y aspiraciones de vida.  
A finales de septiembre de 2024 tras la aprobación de la Reforma Constitucional sobre Derechos de los Pueblos Indígenas y Afromexicanos se reconoció la composición pluricultural y multiétnica de la Nación mexicana, y a los pueblos y comunidades como “sujetos de derecho público”.  

## Creación de los Planes de Justicia
El Gobierno de México da reconocimiento a los Pueblos Indígenas y Afromexicano como sujetos de derecho público, con capacidad de definir libremente sus formas de organización política, así como su desarrollo económico, social y cultural, conforme a lo establecido en la legislación nacional e internacional, para superar las condiciones de pobreza, marginación, desigualdad, exclusión y discriminación que histórica y estructuralmente han vivido.

“Daremos preferencia a los más humildes y a los olvidados, en especial a los Pueblos Indígenas de México.”
Andrés Manuel López Obrador Presidente Constitucional de los Estados Unidos Mexicanos 2018 - 2024

Es por eso que se creaan los Planes de Justicia y Desarrollo Integral de los Pueblos y Comunidades Indígenas como un ejercicio de planeación que realizan en conjunto con las Autoridades Tradicionales por medio de sus propias formas de gobierno y mecanismos de toma de decisiones. 
El Instituto Nacional de Pueblos Indígenas INPI es el encargado de apoyar junto con las Autoridades a desarrollar sus diagnósticos regionales y a integrar sus planteamientos más importantes desde su propia visión de bienestar y justicia. 

“Los Planes de Justicia significan garantizar justicia social, territorial y ambiental, permitiendo que los pueblos originarios vivan plenamente de acuerdo con sus costumbres y territorio”.
Claudia Sheinbaum Pardo Presidenta de los Estados Unidos Mexicanos 2024-2030

## Líneas de acción
Se realizan tomas de acuerdos entre las Autoridades Tradicionales y las Dependencias de los Gobiernos Federal, Estatal y Municipal y da seguimiento a estos con el objetivo de obtener resultados que ayuden a mejorar las condiciones de vida regional comunitaria y se resuelvan temas donde han existido agravios históricos. 
1. Definición e instrumentación de los procesos de desarrollo integral, intercultural y sostenible.
2. Capacidades económicas y sostenibles de las comunidades y regiones indígenas y afromexicanas.
3. Acciones de infraestructura social, de comunicaciones, conectividad y radiodifusión en comunidades indígenas y afromexicanas.
4. Reconocimiento constitucional y legal de los derechos de los Pueblos Indígenas y Afromexicano conforme a tratados internacionales y criterios jurisprudenciales.
5. Implementación de los derechos fundamentales de los Pueblos Indígenas y Afromexicano, así como medidas para la defensa de las tierras, territorios, recursos naturales y medio ambiente
6. Fortalecer y revitalizar las culturas, lenguas, valores,saberes y demás elementos que constituyen su patrimonio cultural y biocultural; e investigar sobre los aspectosrelevantes de la vida de los PueblosIndígenas y Afromexicano
7. Realizar las medidas y acciones afirmativas para garantizar el reconocimiento, respeto y ejercicio de los derechos de las MujeresIndígenas y Afromexicanas en el contexto de sus pueblos.
8. Garantizar el respeto y protección de los derechos de las personas en situación de vulnerabilidad o víctima de violencia y discriminación, pertenecientes a los Pueblos Indígenas y Afromexicano.
9. Derecho a la participación, representación, consulta y el consentimiento libre, previo e informado.

## Planes de Justicia
Actualmente se da seguimiento a 11 planes de justicia y 6 de Desarrollo Integral de 23 pueblos ubicados en 13 estados de la república. 

### Sonora
4 Planes de justicia de los pueblos 
- Yaqui [22][23]
- Seri-Comcaác [24][25]
- Guarijío-Makurawe [26]
- Yoreme-Mayo [27]

### Jalisco, Nayarit y Durango
4 Planes de justicia de los pueblos
- Wixárika [28][29]
- Náayeri [30]
- O´dam o Au´dam [31][32]
- Mexikan [33]

### Chihuahua
1 Plan de justicia de los pueblos
- Ralámuli [34][35]
- Ódami [36]
- Oichkama [37]
- Warijó [38]

### Veracruz
1 Plan de justicia de las comunidades
- Chinantecas [39]
- Mazatecas del Valle de Uxpanapa [40]

### Chiapas
1 Plan de justicia de las comunidades 
- Comunales de la Zona Lacandona. [41]

## Planes de Desarrollo
- Plan de Desarrollo en Querétaro y Guanajuato de los Pueblos Chimchimeco y Otomí.
- Plan de Desarrollo en Guerrero y Oaxaca del Pueblo Amuzgo.
- Planes de Desarrollo en la Sierra de Juárez. Oaxaca de los Pueblos Xhidza y Xhon y el Zapoteco-Chinanteco del Distrito de Ixtlán.
- Plan de Desarrollo en Oaxaca del Pueblo Chocholteco
- Plan de Desarrollo en Baja California de los Pueblos Yumanos y Cochimí.